# Archeon

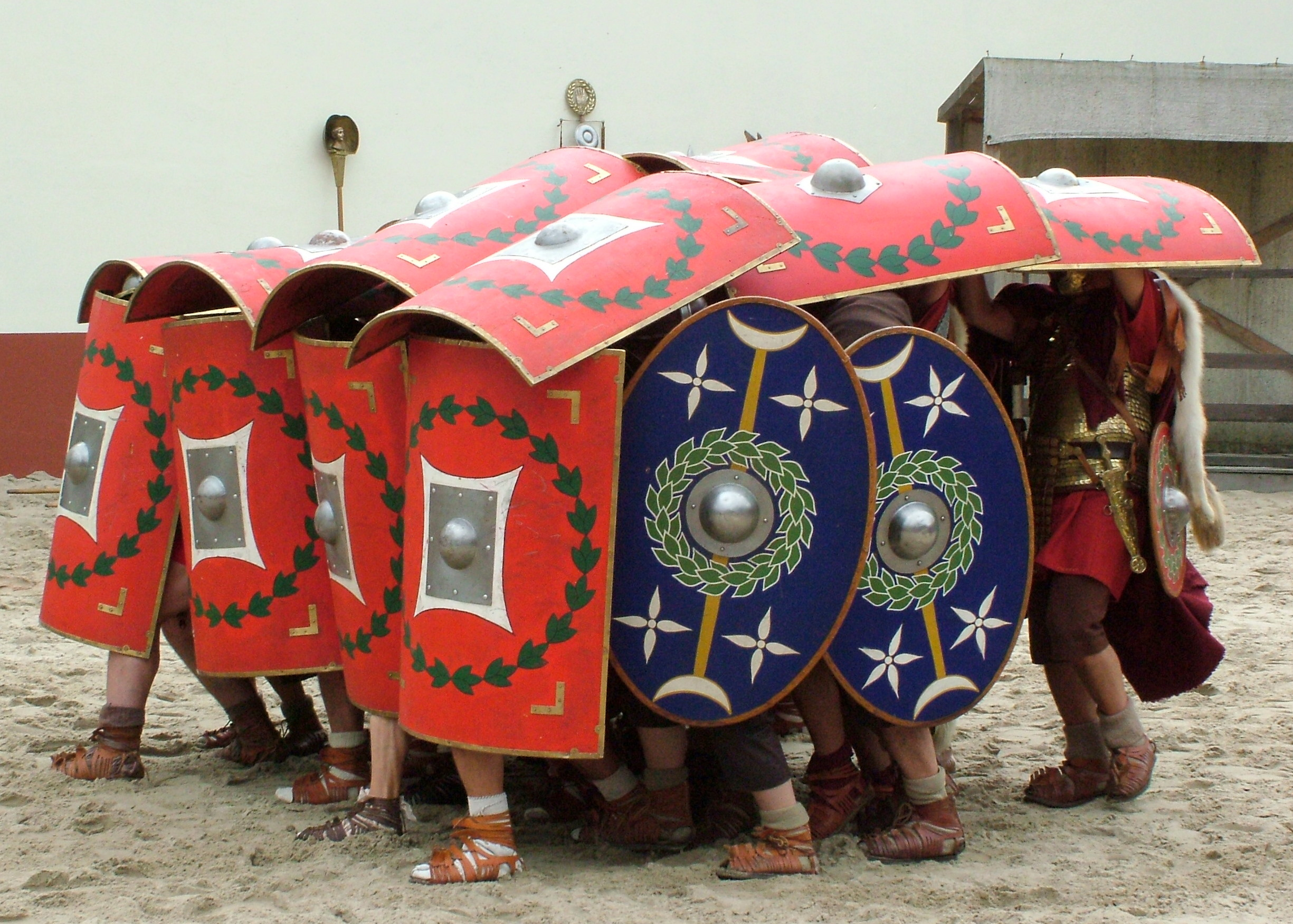
Romeinse krijgskunst - Testudo

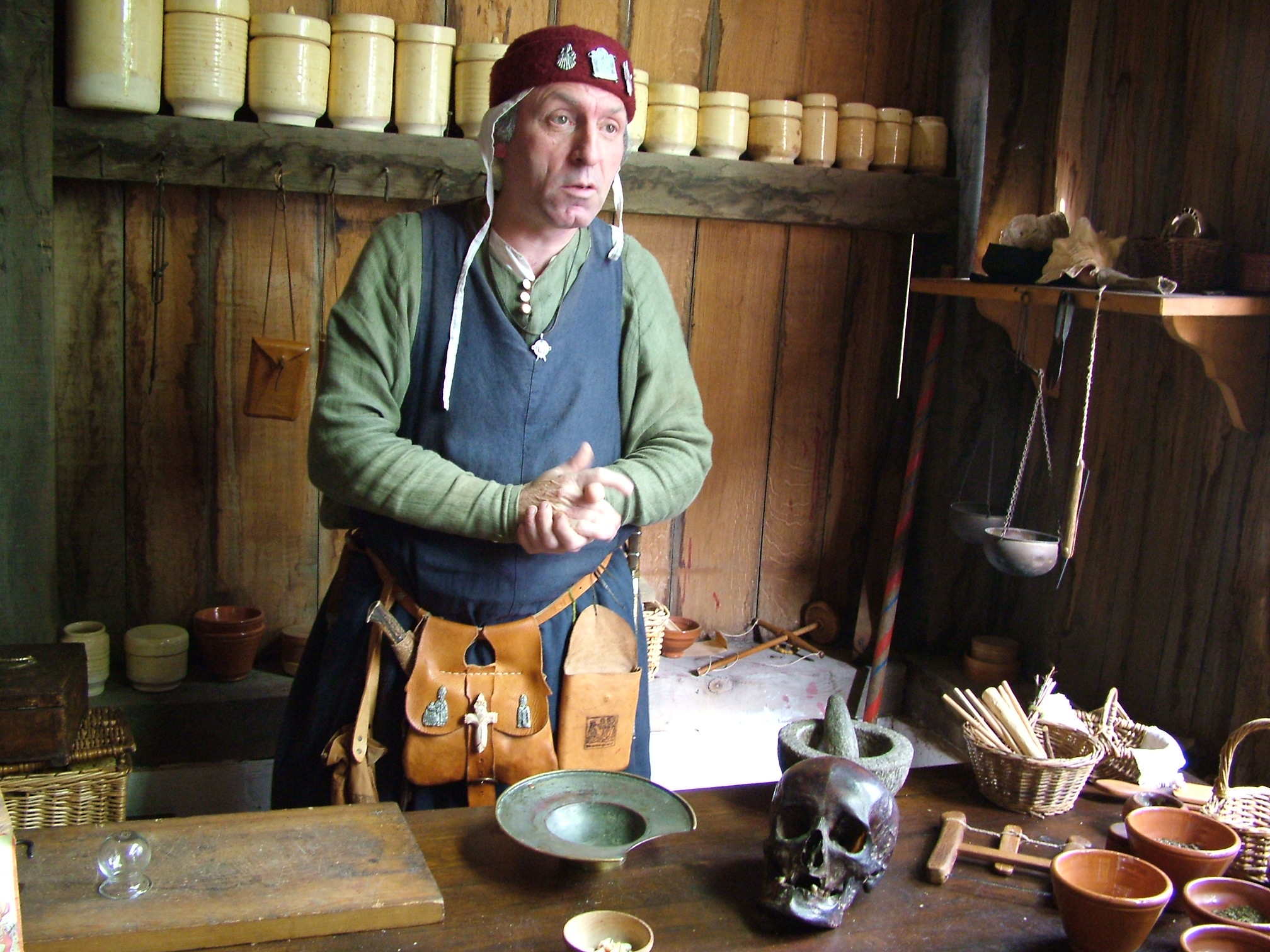
Archeotolk in de apotheek

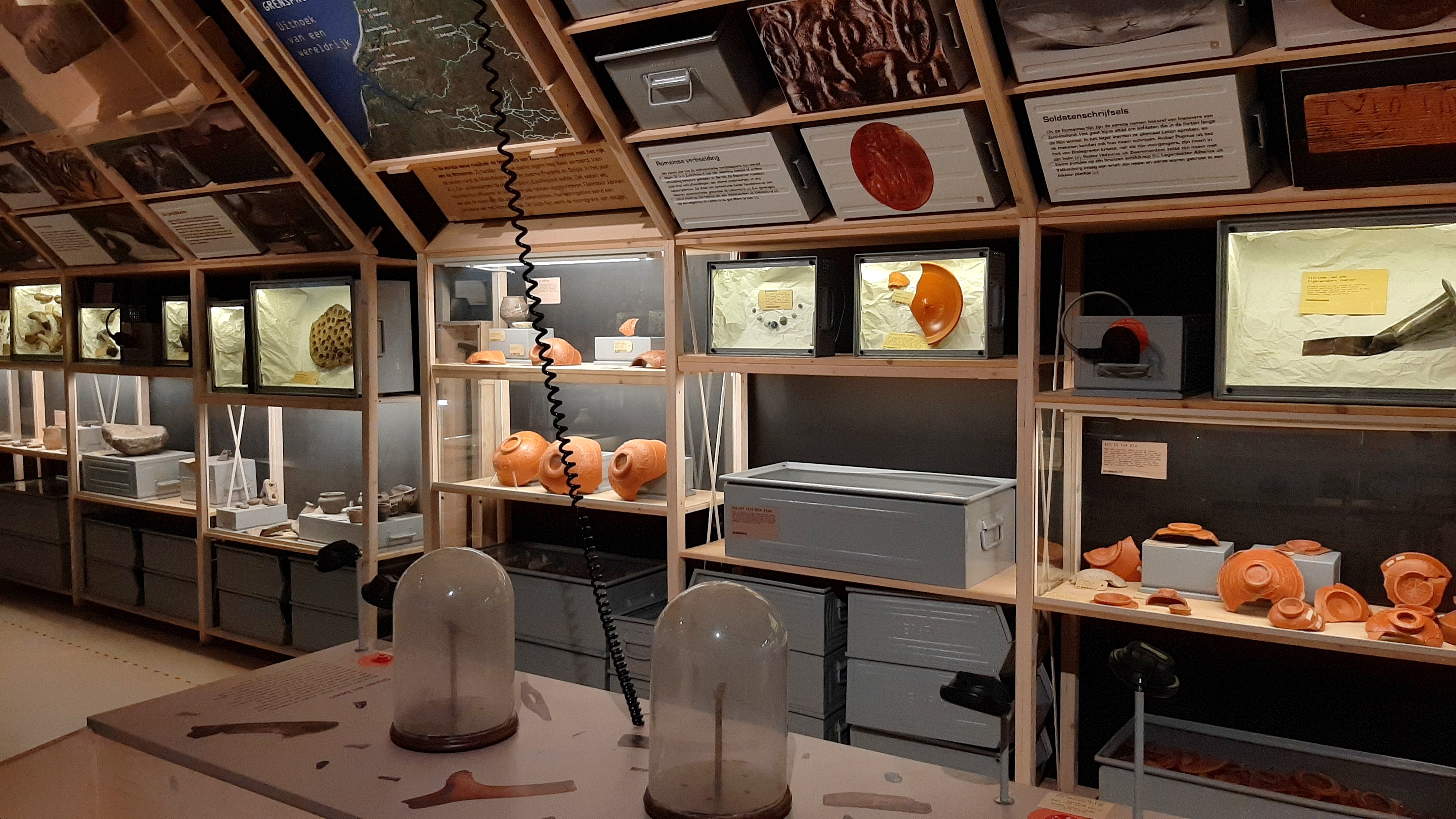
Archeologiehuis, museum in het park

Museumpark Archeon is een openluchtmuseum en educatief belevingspark in het Zuid-Hollandse Alphen aan den Rijn dat het leven in Nederland tijdens de prehistorie, Romeinse tijd en middeleeuwen laat zien. Het maakt daarbij gebruik van archeologische reconstructies, het naspelen van dagelijkse bezigheden waar bezoekers aan kunnen deelnemen (levende geschiedenis) en het tentoonstellen van originele historische voorwerpen. Het park kreeg in 2015 de museumstatus.

## Geschiedenis
De Stichting Forum Romanum Albanianum in 1984 opgericht door ing. Jan J. de Back en architect Latief Perotti te Alphen aan den Rijn had als doel de realisatie  van een Scheepvaartmuseum voor de Zwammerdam-schepen, die in 1974 door Perotti gered waren van de ondergang, Een scheepvaartmuseum bleek vooralsnog te ambitieus. Toen ontvouwde zich het idee voor een groter plan waarbinnen een museum kon komen op basis van bundeling van krachten. Om een financiële vuist te kunnen maken onderzochten zij de realisatie van een aantal historische reconstructies te samen, naar voorbeeld van de Ballenberg in Zwitserland. In Nederland was een dergelijk initiatief over de Nederlandse archeologie al gerealiseerd te Apeldoorn waar, door ing. Doedo Buining en prof.dr. Leendert Louwe Kooijmans, geïnspireerd op een Deens openluchtmuseum een dorp uit de IJzertijd was nagebouwd. Door fusie van een aantal stichtingen kon kennis en inzet worden gebundeld. Deel namen onder andere de Rijksdienst Oudheidkundig Bodemonderzoek (ROB), de archeologische faculteit van de Leidse Universiteit (RUL) in een gevormde 'Stichting voor Experimentele Archeologie en Educatieve Vorming'. Deze stichting realiseerde het themapark onder de naam Archeon, met Archeon bv als beheerder en een commerciële projectontwikkelaar die eigenaar van de grond en belangrijkste geldschieter was. Voorzitter van de stichting werd drs. D. Hallewas, provinciaal Romeins archeoloog Zuid Holland en secretaris dr. G. IJzereef, beiden werkzaam voor en gedetacheerd namens het ROB, die onder regie van directeur prof.dr. Wim van Es medewerking gaf aan het initiatief.  
Doelstelling was de verworvenheden van de archeologische wetenschap op een aansprekende manier door het publiek te laten ervaren. De vergelijking van het functioneren van samenlevingen vroeger en nu was in het perspectief van het zich steeds nadrukkelijker ontwikkelende milieubesef een belangrijk educatief doel. Het park werd in 1994 geopend op een terrein van zestig hectare, met de ambitie jaarlijks 750.000 bezoekers te gaan trekken.
Daadwerkelijk kwamen er het eerste jaar circa 185.000 bezoekers, het park draaide met verlies. De financierend projectontwikkelaar kondigde in 1995 aan het leasecontract met de stichting te willen beëindigen en een deel van de goedkoop verworven grond, met huizen in de vrije sector te bebouwen. De Directeur Techniek ging met pensioen en de Directeur Archeologie werd vervangen door een voormalig adjunct-directeur projectontwikkeling van de grootste geldschieter.
Het definitieve besluit werd in 1996 genomen, de BV werd failliet verklaard en na totale reorganisatie werd een doorstart gemaakt. Negentig procent  van het terrein werd afgestoten en 6ha. grond bleef over. Het park werd ontmanteld en het kosten intensieve hoofdgebouw (de hoofdattractie) verkocht. De nieuwe eigenaren hadden ervaring met pretpark-horeca exploitatie en namen de organisatie kordaat in handen, door ook op personeelsgebied pijnlijke beslissingen te nemen. Afgeslankt  leek het park een succesvolle toekomst te hebben.

## Beschrijving
Het park is in drie gebieden naar tijdperk aangelegd, er staan 45 bouwwerken en circa 20 opstellingen levende geschiedenis. Medewerkers van het park (archeotolken genoemd) dragen kleding zoals men in het betreffende tijdvak gedragen moet hebben en spelen werkzaamheden na zoals deze toendertijd werden verricht, met gereconstrueerde gebruiksvoorwerpen, zoals weven, land bewerken en potten bakken, en lichten de bezoekers daarover voor. Bezoekers kunnen ook zelf proberen bepaalde bezigheden uit het verleden te doen, zoals boogschieten in de middeleeuwen of mozaïeken leggen met steen in de Romeinse tijd. Hierbij geven de medewerkers de nodige instructies. Ook worden er rondleidingen gegeven en worden er speciale activiteiten georganiseerd.
In augustus 2011 werd naast de entree van het Archeon het Archeologiehuis Zuid-Holland geopend. In dit museum liggen prehistorische en Romeinse vondsten uit Zuid-Holland. Het Archeologiehuis is gevestigd in een reconstructie van de Romeinse villa die in Rijswijk opgegraven is. Het Archeologiehuis kreeg na enkele jaren een museumstatus toegewezen, in 2015 kreeg Archeon die zelf. Er waren in het jaar 2016 plannen voor een Romeins scheepvaartmuseum bij het park. In 2017 werden overblijfselen van de Schepen van Zwammerdam van Lelystad naar het Archeon getransporteerd, waar op de restauratiewerf op het terrein de restauratie plaatsvindt.

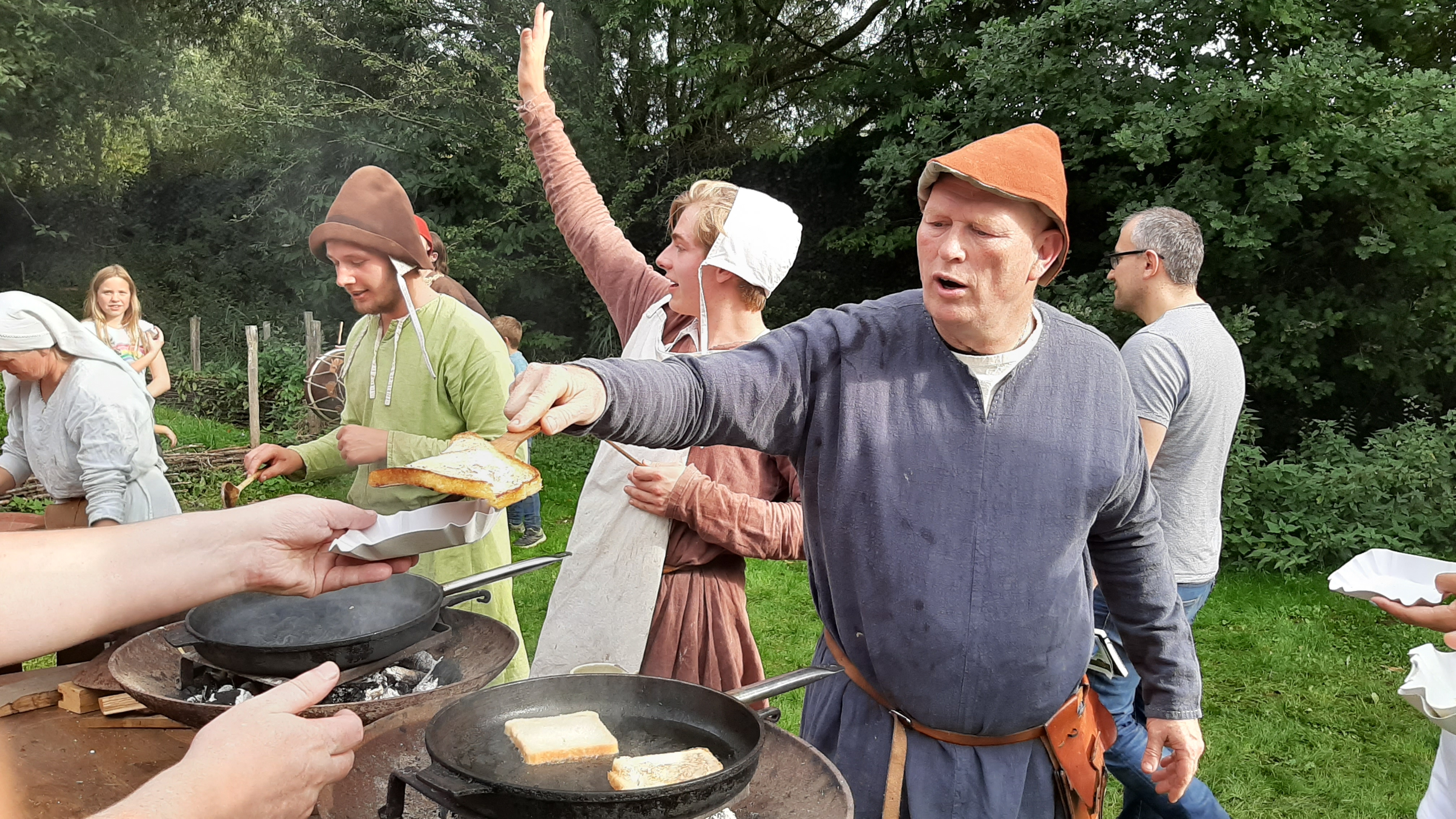
Pierre Wind als kokend gast, 2019

Er worden thema-evenementen zoals gladiatorengevechten georganiseerd volgens de uitgangspunten van levende geschiedenis. Voor bedrijven en organisaties kunnen groepsuitjes georganiseerd worden. Tijdens het hoogseizoen is er vrijwel dagelijks een gladiatorengevecht. Andere grote evenementen zijn bijvoorbeeld het Romeinse festival, dat vaak de eerste helft van augustus in beslag neemt, de Vikingmarkt en de Midwinterfair, een jaarlijks fantasy-evenement dat in december plaatsvindt.
In de loop der jaren was het park regelmatig decor voor opnames van films en tv-programma's. Voorbeelden hiervan zijn de kinderfilm Joris en Boris en het Geheim van de Tempel en de proloog van de griezelfilm Sint, maar ook meer informatieve programma's als Het Klokhuis en Welkom bij de Romeinen.

## Educatieve functie
Het Archeon biedt ook educatieve programma's aan. Voor basisschoolleerlingen heeft het museum een pakket ontwikkeld dat aansluit bij enkele in het geschiedenisonderwijs veelgebruikte lesmethodes. In de maanden dat het park gesloten is, komen archeotolken naar scholen.

## Archeon Lichtfestival
In de winter 2024/2025 organiseert Archeon voor het eerst het Archeon Lichtfestival waarbij de bezoekers met behulp van lichtprojecties een reis maken langs de prehistorie, de Romeinse Tijd en de Middeleeuwen.

## Voorbeelden collectie
| Naam                                     | Afbeelding | Locatie    | Periode                   | Extra informatie                                                                    |
| ---------------------------------------- | ---------- | ---------- | ------------------------- | ----------------------------------------------------------------------------------- |
| Kano van Pesse                           |            | Pesse      | 8040 - 7510 voor Christus | oudste boomstamkano ter wereld (reconstructie)                                      |
| Schepen van Zwammerdam                   |            | Zwammerdam | 50 v. Chr - 250 na Chr.   | Vrachtschepen, kano's (originelen en reconstructies)                                |
| Schilden en helmen Romeinse legers       |            | Europa     | 50 v. Chr - 450 na Chr.   | archeologische reconstructies                                                       |
| Villa van Rijswijk                       |            | Rijswijk   | 3e eeuw na Christus       | tot Romeinse villa verbouwde boerderij Archeologiehuis Zuid-Holland                 |
| Vikingboot Gokstad faering               |            | Oslo       | circa 880 na Chr.         | archeologische reconstructie                                                        |
| Minderbroederklooster                    |            | Dordrecht  | 1350                      | Kloostergang, keuken, eetzaal, slaapzaal (gereconstrueerd)                          |
| Minderbroeder monniken                   |            |            | 1350                      | Archeotolken, zingende monniken, muziek en kleding wetenschappelijk gereconstrueerd |
| Middeleeuws koopmanshuis met uitbaatster |            |            | Middeleeuwen              | Winkelpand, stoffen, burgerkleding (archeologische reconstructies)                  |